# Ixodina bos
Ixodina bos là một loài bọ cánh cứng trong họ Bọ hung (Scarabaeidae).